# Lingua ojibwe
La lingua ojibwe (scritta anche ojibwa, ojibway), anche nota come chippewa, è una lingua nativa americana della famiglia linguistica algonchina.
Il termine indigeno con cui viene definita la lingua è anishinaabemowin (letteralmente 'colui che parla la lingua nativa': anishinaabe 'nativo', suffisso verbale –mo 'che parla una lingua', suffisso –win 'nominativo').
L'ojibwe è caratterizzata da una serie di dialetti locali con un proprio nome e frequentemente un proprio sistema di scrittura.
L'insieme dei dialetti ojibwe occupa il secondo posto tra le lingue native americane delle cosiddette Prime nazioni, parlate in Canada (dopo la lingua cree), e la quarta più diffusa in Nordamerica dopo la lingua navajo, la lingua inuit e la cree.

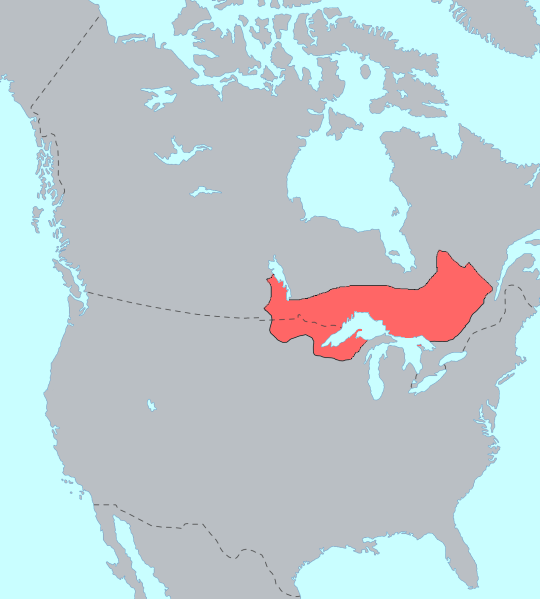
Distribuzione originale degli Ojibwe

## Classificazione
la famiglia linguistica algonchina, di cui l'Oojibwe è un membro, fa parte a sua volta delle lingue algiche.
All'interno delle lingue algonchine vi sono diversi gruppi, fra i quali quello delle lingue ojibwe-potawatomi che comprende la lingua potawatomi (ormai praticamente estinta) e le lingue ojibwe. 
La lingua ojibwe a sua volta è formata dalle seguenti lingue (o dialetti).
Tra parentesi quadra il codice linguistico internazionale.
- Algonquin [alq] (anche algonkin) parlata da 1760 persone in Canada nel Quebec sud-occidentale e nell'Ontario nord-occidentale (zona di Ottawa adiacente al Golden Lake).[7]
- Chippewa [ciw] (o ojibwa sud-occidentale) parlata da 5000 persone negli USA, nella zona settentrionale del Michigan e nell'ovest di Wisconsin, Minnesota e Dakota del Nord.[8]
- Ojibwa centrale [ojc] parlata da 8000 persone nell'Ontario centrale, tra il Lago Nipigon ad ovest ed il Lago Nipissing ad est.[9]
- Ojibwa orientale [ojg]  parlata da 25900 persone nell'Ontario meridionale, a nord del Lago Ontario ed a est della Georgian Bay.[10]
- Ojibwa nord-occidentale [ojb] parlata da circa 20000 persone nell'Ontario meridionale, fino in Manitoba. Vi sono diversi dialetti parlati localmente.[11]
- Ojibwa del Severn [ojs] parlata da 10500 persone dall'Ontario nord-occidentale fino al Manitoba. Vi sono due dialetti, quello del Severn River e quello del Winisk River.[12]
- Ojibwa occidentale [ojw] (o Saulteaux) parlata da circa 10000 persone ad ovest del lago Winnipeg, in Manitoba, fino al Saskatchewan ed all'Alberta; alcuni gruppi ancora più ad ovest nella Columbia Britannica.[13]
- Ottawa [otw] (o odawa) parlata da 7100 persone nei pressi del Lago Huron.

Secondo il linguista Golla, starebbe nascendo una nuova lingua, chiamata nishnaabemwin, dalla fusione dell'ottawa con l'ojibwa orientale, che avrebbe già un paio di migliaia di locutori.
Nessuno di questi dialetti può essere considerato più prestigioso o prominente rispetto agli altri, e non esiste un sistema di scrittura standard che copra tutti i dialetti. La relativa autonomia dei dialetti regionali dell'ojibwe è associata con un'assenza di unità linguistica o politica tra i locutori ojibwe.

### Lingua franca

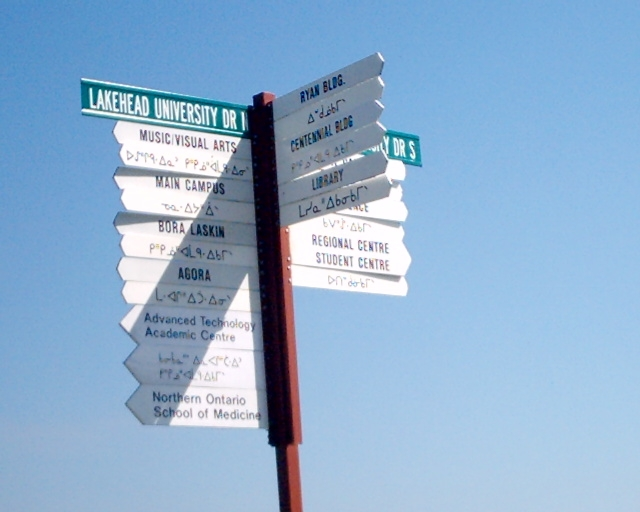
Cartelli indicatori alla Lakehead University, in inglese e ojibwa.

Alcuni dialetti ojibwe hanno avuto funzione di lingua franca per scopi commerciali nell'area dei Grandi Laghi, particolarmente in interazione con locutori di altri linguaggi algonchini. Si hanno documentazioni di questo uso nel XVIII e XIX secolo, ma l'uso precedente è probabile, visto che rapporti precedenti al 1703 suggeriscono che l'ojibwe venisse usato da diversi gruppi dal Golfo di San Lorenzo fino al Lago Winnipeg ed anche più a sud, dall'Ohio fino alla Baia di Hudson.

## Grammatica
La caratteristica grammatica dell'ojibwe è condivisa da tutti i suoi dialetti.
L'ojibwe è una lingua polisintetica, in cui la flessione morfologica dei sostantivi e dei verbi (in particolare) apporta una notevole quantità di informazioni grammaticali.
Le parti del discorso includono sostantivi, verbi, particelle grammaticali, pronomi, preverbi e prenomi.
L'ordine delle parole preferito nella forma transitiva è verbo-iniziale, con tipologia Verbo Oggetto Soggetto oppure Verbo Soggetto Oggetto. Benché la forma verbo-finale sia raramente usata, qualsiasi possibile tipo di ordinamento è logicamente possibile.
Come già detto, la flessione e la derivazione morfologica giocano un ruolo centrale nella grammatica ojibwe, e vengono realizzate tramite l'uso di prefissi e suffissi aggiunti al tema.
Le caratteristiche grammaticali sono le seguenti:
1. Genere,[18] diviso tra Animato ed Inanimato
2. Marcatore di nucleo nei verbi con informazioni concernenti la persona[19]
3. Numero[20]
4. Tempo[21]
5. Modalità[22]
6. Evidenzialità[23]
7. Negazione[24]
8. Una distinzione fra le terze persone a seconda della prossimità o meno attiva, segnalata sia nel verbo che nel sostantivo.[25]

## Prestiti e neologismi
Anche se è possibile trovare qualche prestito dall'inglese (es. caffè =gaapii da "coffee,") e francese (es. fazzoletto = mooshwe da mouchoir, o tè =ni-tii da le thé o "the tea"), in generale, l'ojibwe si distingue per la sua relativa mancanza di prestiti da altre lingue. Solitamente gli Ojibwe preferiscono creare nuove parole, per i nuovi concetti, utilizzando il vocabolario esistente. Per esempio nel dialetto parlato in Minnesota, "aeroplano" è bemisemagak, letteralmente "cosa che vola" (da bimisemagad, "volare"). Inoltre molti locutori, per dire "caffè" usano l'espressione makade-mashkikiwaaboo ("medicina nera liquida") anziché gaapii. Queste nuove parole variano da regione a regione, e spesso da una comunità all'altra. Per esempio, nell'Ontario nord-occidentale, "aeroplano" diventa ombaasijigan, letteralmente "dispositivo che viene sollevato dal vento" (da ombaasin, "sollevato dal vento").

## Vocabolario
Lista di espressioni:
- onjibaa = lui/lei sta arrivando
- izhaa = lui/lei va
- maajaa = lui/lei parte
- bakade = lui/lei è affamato
- mino'endamo = lui/lei è contento
- zhaaganaashimo = lui/lei parla inglese
- biindige = lui/lei viene qui
- ojibwemo = lui/lei parla Ojibwe
- boogide = lui/lei scorreggia
- aadizooke = lui/lei narra una storia
- wiisini = lui/lei sta mangiando
- minikwe = lui/lei beve
- bimose = lui/lei cammina
- bangishin = lui/lei cade
- dagoshin = lui/lei sta arrivando
- giiwe = lui/lei va a casa
- jiibaakwe = lui/lei cucina
- zagaswe = lui/lei fuma
- nibaa = lui/lei dorme
- giigoonyike = lui/lei sta pescando (letteralmente lui/lei fa il pesce)
- gashkendamo = lui/lei è triste
- bimaadizi = lui/lei vive
- gaasikanaabaagawe = lui/lei ha sete

Lista di sostantivi:
- naboob = zuppa
- ikwe = donna
- inini = uomo
- ikwezens = ragazza
- gwiiwizens = ragazzo
- mitig = albero
- asemaa = tabacco
- opwaagan = pipa
- mandaamin = mais
- miskwi = sangue
- doodoosh = petto
- doodooshaaboo = latte
- doodooshaaboo-bimide = burro
- doodooshaaboowi-miijim = formaggio
- manoomin = riso selvatico
- omanoominiig = Popolo Menomonee
- giigoonh = pesce
- miskwimin = lampone
- gekek = falco
- gookooko'oo = gufo
- migizi = aquila calva
- giniw = aquila dorata
- bemaadizid = persona
- bemaadizijig = popolo
- makizin = mocassino, scarpa
- wiigiwaam = casa

## Un semplice testo
Il testo che segue, in lingua chippewa, è l'incipit di Niizh Ikwewag (Due donne), una storia raccontata da Earl Nyholm al professor Brian Donovan della Bemidji State University.

### Testo
1. Aabiding gii-ayaawag niizh ikwewag: mindimooyenh, odaanisan bezhig.
2. Iwidi Chi-achaabaaning akeyaa gii-onjibaawag.
3. Inashke naa mewinzha gii-aawan, mii eta go imaa sa wiigiwaaming gaa-taawaad igo.
4. Mii dash iwapii, aabiding igo gii-awi-bagida'waawaad, giigoonyan wii-amwaawaad.

### Traduzione
1. C'erano una volta due donne: una vecchia signora, e una delle sue figlie.
2. Arrivavano da laggiù verso Inger (località del Minnesota).
3. Ecco, è stato molto tempo fa; hanno appena vissuto lì in una capanna.
4. Ed allora, quando sono andate a pescare con la rete; avevano intenzione di mangiare pesce.